# Množična dekontaminacija
Množična dekontaminacija (masovna dekontaminacija, ang. mass decontamination, ang. skrajšano mass decon) je dekontaminacija velikega števila ljudi v primeru industrijske, nenamerne ali namerne kontaminacije s strupenimi, kužnimi, kavstičnimi, onesnaženimi ali kako drugače škodljivimi snovmi.

## Množična histerija in varnostni vidik
Prizori množične kontaminacije so pogosto prizorišče kolektivne histerije, pri čemer je več sto ali tisoč žrtev v stanju panike. Zato je dobro, da množično dekontaminacijo nadzoruje policija, vojska ali drugi varnostni organi ter tako pomagajo nadzorovati paniko in ohranjati red. V takšnih okoliščinah ima lahko množična dekontaminacija podobne značilnosti, kot množične aretacije, pri čemer so žrtve prisilno pridržane, nato pa se jih obravnava v zato primernih pripornih prostorih. Uspešni občinski dekontaminaciji veliko pomaga tesno sodelovanje policije in gasilskih služb. Dobro organizirano, informirano in ozaveščeno prebivalstvo se lahko bolje pripravi na morebitne nujne primere in je zato manj verjetno, da bi pride do panike. V nekaterih situacijah bodo morda potrebni prostovoljci za povečanje ali zamenjavo reševalnega osebja / varnostnega osebja, da bi pomagali ohraniti mir in / ali pomagali pri postopkih dekontaminacije.
Avstralski zakon o delovnih razmerjih iz leta 1996 na primer poziva k pridržanju žrtev incidentov z nevarnimi snovmi (hazmat):
- ACTFB je pridobil tudi dodatna pooblastila v skladu z Zakonom o izrednih razmerah iz leta 2004 za pridržanje ljudi ob incidentu HazMat / CBR.
- Zvezna agencija za upravljanje v nujnih primerih (FEMA) tudi predlaga: "žrtve ... bi lahko pridržali zaradi ... dekontaminacije."

Celo nekateri jasno misleči posamezniki se lahko upirajo prizadevanjem, da bi jih dekontaminirali. Tisti, ki vedo ali mislijo, da niso bili okuženi, se lahko prično upirati, saj ne želijo iti v isti prostor z bolnimi ali zastrupljenimi s toksini. Saj obstaja bojazen, da bi se pri tem nalezli oz. kontaminirali. Problem lahko nastane tudi pri tistih, ki pri sebi nosijo orožje ali druge nevarne predmete. Slednji bi lahko imeli zmanjšano razsodnost zaradi vplivov kontaminantov in bi za družbo lahko postali nevarni. Za njih bi se posledično morala uporabiti fizična sila, da bi se ločili od kontaminiranih oblačilh in svojih predmetov ter jih uspešno dekontaminirali.  Bolj, kot samih onesnaževalcev pa se lahko nekateri bojijo stikov z oblastmi, ločitve od družin ter izgubo službe zaradi karantene.
Vojska, policija, gasilci, cerkvene skupine, skavtske skupine, podjetja itd. Se lahko pripravijo na morebitne kontaminacije z izvajanjem preventivnih postopkov dekontaminacije. To lahko povzroči zmanjšanje verjetnosti panike in omogoči hitrejšo ter uspešnejšo dekontaminacijo.

## Oprema za množično dekontaminacijo
Množična dekontaminacija se izvaja s pomočjo šotorov za dekontaminacijo, prikolic ali nepremičnih objektov. Večina bolnišnic in letališč v ZDA ima vsaj eno množično dekontaminacijsko postajo. Nekatera novejša letališča imajo mobilni objekt, ki lahko ustvari peno za dekontaminacijo v večjih količinah.
LAX - Mednarodno letališče v Los Angelesu ima sistem za dekontaminacijo s štirimi milnimi topovi, kateri razpršujejo dekontaminacijsko sredstvo po histerični množici. Na objektu so postavljeni šotori, tako da lahko žrtve, potem ko so namočene vzstopijo v šotore, ki so ločeni glede na spol. (Ponavadi se šotor deli na levo in desno, po sredini pa poteka tekoči trak za dekontaminacijo ranjencev na nosilih). Tam se sperejo v posebej oblikovanih prhah, kjer lahko odstranijo vsa oblačila, se posušijo in prejmejo nadomestno oblačilo ali druga primerna skromna oblačila (tj. hitra oblačila, kot so posteljnina, prti ali vreče za smeti z izrezom glave in roke).

## Zvezne usmeritve v ZDA
Posodobljeni postopki so bili objavljeni kot del smernic PRISM (upravljanje primarnih odzivnih incidentov), ki vključuje nove postopke, katere temeljijo na dokazih o množični dekontaminaciji žrtev.

## Sistem dekontaminacije v Sloveniji
V Sloveniji imamo od leta 2013 sistemsko urejeno dekontaminacijo ranjenih in poškodovanih oseb ob nesrečah z nevarnimi snovmi. Uprava RS za zaščito in reševanje je oblikovala koncept, zagotovila opremo in izobrazila ter usposobila pripadnike enot za posredovanje. Določila je tudi najpomembnejše lokacije postaj za dekontaminacijo.
Postaje za dekontaminacijo ranjenih in poškodovanih oseb imajo gasilske enote v Mariboru, Kranju, Kopru in Novem mestu. Sistem dekontaminacije je zasnovan tako, da bi z reševalnimi vozili nujne medicinske pomoči v primeru nesreč z nevarnimi snovmi prevažali že predhodno dekontaminirane poškodovance, da bi ohranili reševalna vozila in urgentne bloke bolnišnic čiste oziroma nekontaminirane.
Za dekontaminacijo moštva so gasilske enote širšega pomena opremljene z ročnimi dekontaminacijskimi kompleti PSDS/10. Kot dekontaminant bi uporabili univerzalno dekontaminacijsko in detoksifikacijsko sredstvo BX 24, ki se uporablja za kemijske in določene biološke kontaminante. Za radiološke kontaminante bi uporabili BX 40, kateri povzroči nastanek debele pene na katere se veže radioaktivni prah ali umazanija. Za dekontaminacijo kože v tuširnicah pa bi uporabili BX 29, ki je v obliki milnice.
Take dekontaminante ima tudi Enota za jedrsko, radiološko, kemijsko in biološko obrambo Slovenske vojske, ki je predvidena za pomoč gasilcem ob tovrstnih nesrečah večjega obsega. Slednja ima na razpolago več mobilnih dekontaminacijskih postaj, katere se nahajajo v Kranju in Celju. Vsaka postaja ima pri sebi opremo za dekontaminacijo ljudi, vozil, materialnih sredstev ter cestišča oz. terena. 